# 염화 벤질
염화 벤질(Benzyl chloride)은 화학식 C6H5CH2Cl을 갖는 유기 화합물이다. 이 무색의 고체는 널리 사용되는 화학 빌딩 블록인 반응형 유기 염소 화합물이다.

## 준비
C6H5CH3 + Cl2 → C6H5CH2Cl + HCl

## 반응
C6H5CH2Cl + 2 KOH + 2 [O] → C6H5COOK + KCl + H2O

## 안전
염화 벤질은 알킬화 용제이다. 알킬 클로라이드 대비 반응성이 높은 것이 특징이며 가수분해 반응으로 물과 반응하여 벤질알코올과 염산을 만들어낸다. 염화 벤질은 최루제이며 화학전에 사용되고 있다. 피부에 매우 자극적이다.

## 같이 보기
- 플루오린화 벤질